# El Alamein
El Alamein (o Al Alamayn) (en árabe:  العلمين) es una ciudad al norte de Egipto en la costa del mar Mediterráneo, situada a 106 km al oeste de Alejandría y 240 km al noroeste de El Cairo. La población es de 7.397 en 2007.

## Clima
El Alamein tiene un clima desértico cálido (Clasificación climática de Köppen BWh).
| Parámetros climáticos promedio de El Alamein | Parámetros climáticos promedio de El Alamein | Parámetros climáticos promedio de El Alamein | Parámetros climáticos promedio de El Alamein | Parámetros climáticos promedio de El Alamein | Parámetros climáticos promedio de El Alamein | Parámetros climáticos promedio de El Alamein | Parámetros climáticos promedio de El Alamein | Parámetros climáticos promedio de El Alamein | Parámetros climáticos promedio de El Alamein | Parámetros climáticos promedio de El Alamein | Parámetros climáticos promedio de El Alamein | Parámetros climáticos promedio de El Alamein | Parámetros climáticos promedio de El Alamein |
| Mes                                          | Ene.                                         | Feb.                                         | Mar.                                         | Abr.                                         | May.                                         | Jun.                                         | Jul.                                         | Ago.                                         | Sep.                                         | Oct.                                         | Nov.                                         | Dic.                                         | Anual                                        |
| -------------------------------------------- | -------------------------------------------- | -------------------------------------------- | -------------------------------------------- | -------------------------------------------- | -------------------------------------------- | -------------------------------------------- | -------------------------------------------- | -------------------------------------------- | -------------------------------------------- | -------------------------------------------- | -------------------------------------------- | -------------------------------------------- | -------------------------------------------- |
| Temp. máx. media (°C)                        | 17.8                                         | 18.7                                         | 20.3                                         | 23.5                                         | 25.7                                         | 28.8                                         | 29.5                                         | 30.5                                         | 28.7                                         | 27.5                                         | 23.6                                         | 19.7                                         | 24.5                                         |
| Temp. media (°C)                             | 12.4                                         | 13.3                                         | 14.9                                         | 17.7                                         | 20.5                                         | 23.8                                         | 25.2                                         | 25.7                                         | 24.4                                         | 22.1                                         | 18.3                                         | 14.4                                         | 19.4                                         |
| Temp. mín. media (°C)                        | 7                                            | 7.9                                          | 9.5                                          | 12                                           | 15.4                                         | 18.8                                         | 20.9                                         | 21                                           | 20.1                                         | 16.7                                         | 13                                           | 9.2                                          | 14.3                                         |
| Precipitación total (mm)                     | 29                                           | 17                                           | 8                                            | 2                                            | 1                                            | 0                                            | 0                                            | 0                                            | 0                                            | 5                                            | 21                                           | 24                                           | 107                                          |
| Fuente: climate-data.org                     |                                              |                                              |                                              |                                              |                                              |                                              |                                              |                                              |                                              |                                              |                                              |                                              |                                              |

## Segunda Guerra Mundial
En la Segunda Guerra Mundial se desarrollaron dos batallas entre esta ciudad egipcia y la depresión de Qattara. Los británicos habían concentrado un gran número de tropas a lo largo de los 60 km desde la costa hasta la depresión, con lo que se formó un excelente cuello de botella que evitaba que el Afrika Korps ejerciera su maniobra envolvente favorita.
El general británico Bernard Montgomery se lanzó con la luna llena de octubre de 1942 contra las tropas de Erwin Rommel, que no estaban bien abastecidas. Las líneas de abastecimiento italo-germanas se basaban en una única pista que recorría la costa de Libia y estaba sometida continuamente a bombardeos y sabotajes por los Aliados. Los convoyes italianos, responsables del suministro, debían atravesar el Mediterráneo entre Tarento y la costa de Libia, donde los ingleses los atacaban desde la isla de Malta con escuadras aéreas. A esta isla no se le dio la suficiente importancia estratégica por parte del alto mando alemán, por lo que aunque se intentó capturar repetidas veces (y a punto estuvo de conseguirse) no se persistió en el empeño. En lugar de ello, se priorizaron otros frentes. Esto tuvo como resultado un muy deficiente abastecimiento humano y material para los alemanes ya que el dominio quedó en manos aliadas.
Los alemanes contaban como espina dorsal de su ejército con dos divisiones panzer, una entera y otra diezmada, y dos divisiones acorazadas italianas, éstas con material ya obsoleto, sin corazas ni potencia de fuego oponibles a los británicos, todas ellas mal abastecidas y con serios problemas de suministro. Los británicos, por su parte, recibían continuos refuerzos de tropas desde Australia y las colonias en Asia.

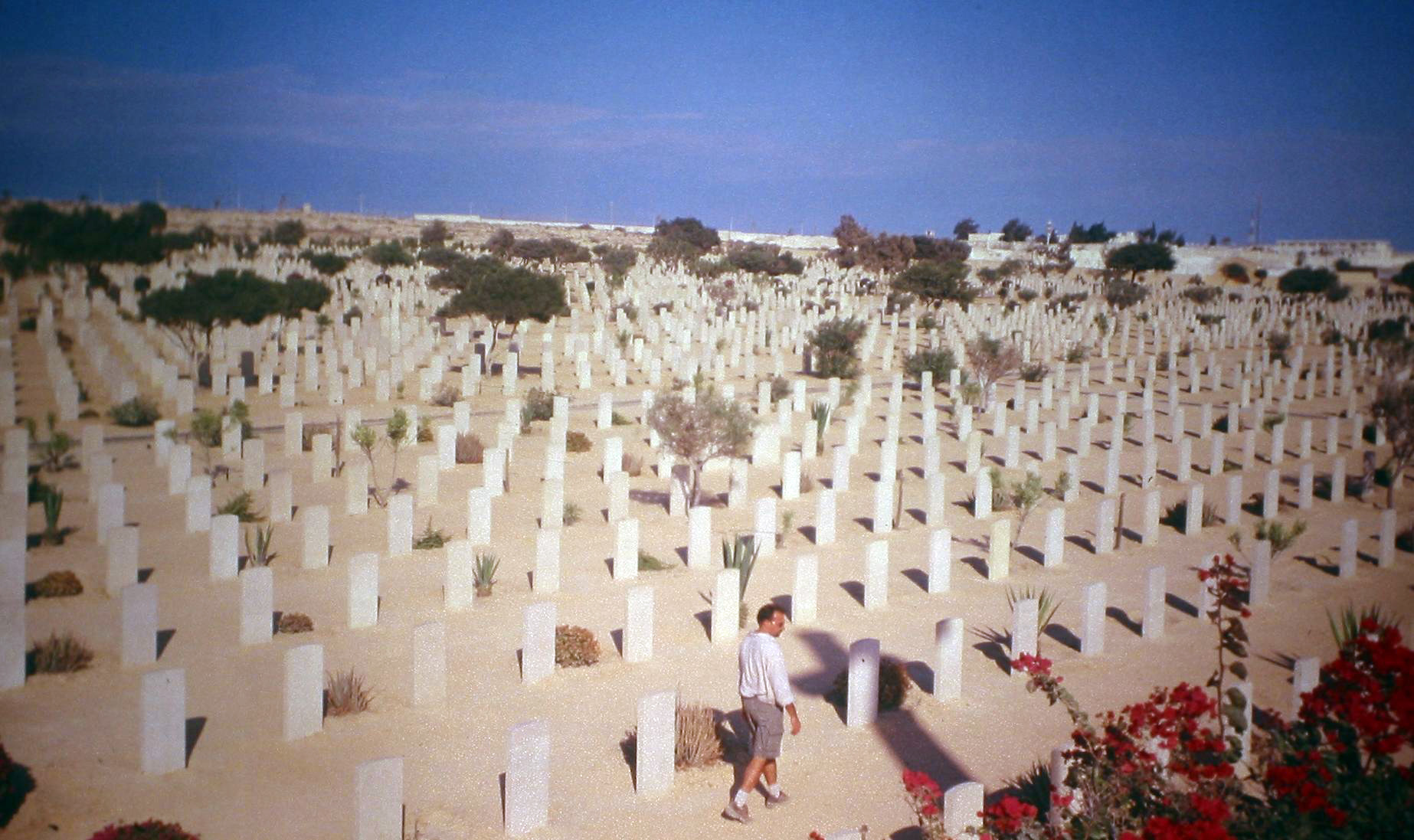
Cementerio militar en El Alamein.

Rommel intuyó, de forma certera, que el tiempo corría en su contra y decidió atacar primero, siendo detenido por las minas terrestres y la artillería inglesa. Pocos días después los británicos, aprovechando su superioridad numérica y viendo los escasos resultados del ataque de Rommel, lanzaron a sus mejores tropas, curiosamente las tropas del Imperio británico (australianos y neozelandeses), empezando con un ataque desequilibrador al norte de la línea germana. Rommel intentó con sus reservas detener el impulso inglés, que estaba apoyado por la fuerza aérea del desierto y por un mayor número de blindados. Sin embargo, los regimientos panzer y las unidades de infantería alemanas fueron derrotados por la rapidez y superioridad del ataque de Montgomery. Los alemanes tuvieron que retirarse hacia el oeste para evitar ser aniquilados, dando esta orden Rommel a pesar de no obtener permiso de Hitler. De haber mantenido la posición, todas las unidades del Eje habrían sido destruidas.
El encuentro decisivo fue el 4 de noviembre, cuando los blindados británicos abrieron huecos en las líneas alemanas. Los británicos interceptaron la pista de Rahman y tomaron el cuartel general alemán. Las tropas del Afrika Korps se encontraban desfallecidas por los escasos abastecimientos. Fue la batalla por la que el General Montgomery (Monty) fue condecorado y ennoblecido a Primer Vizconde de El Alamein.

## Galería

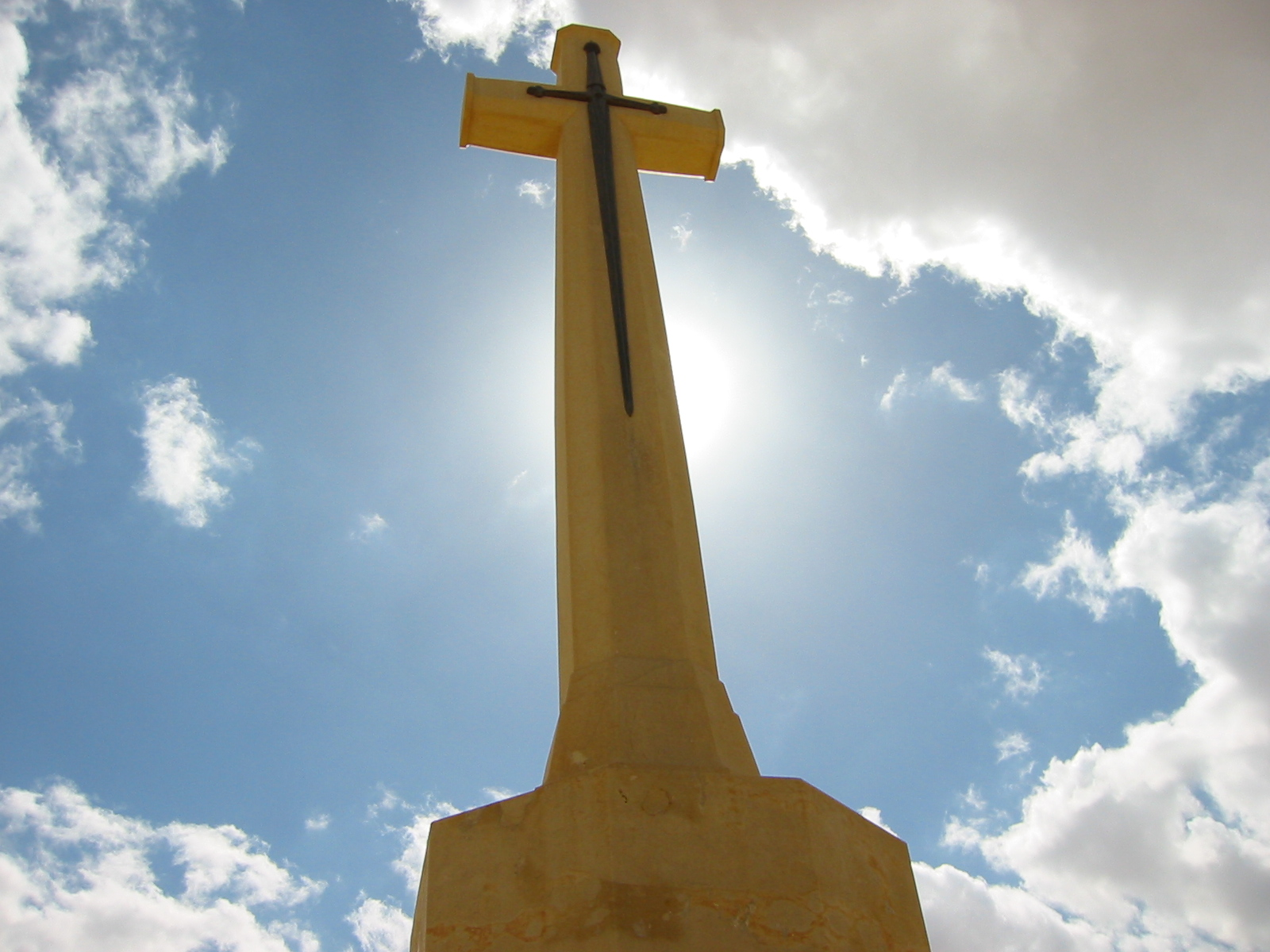
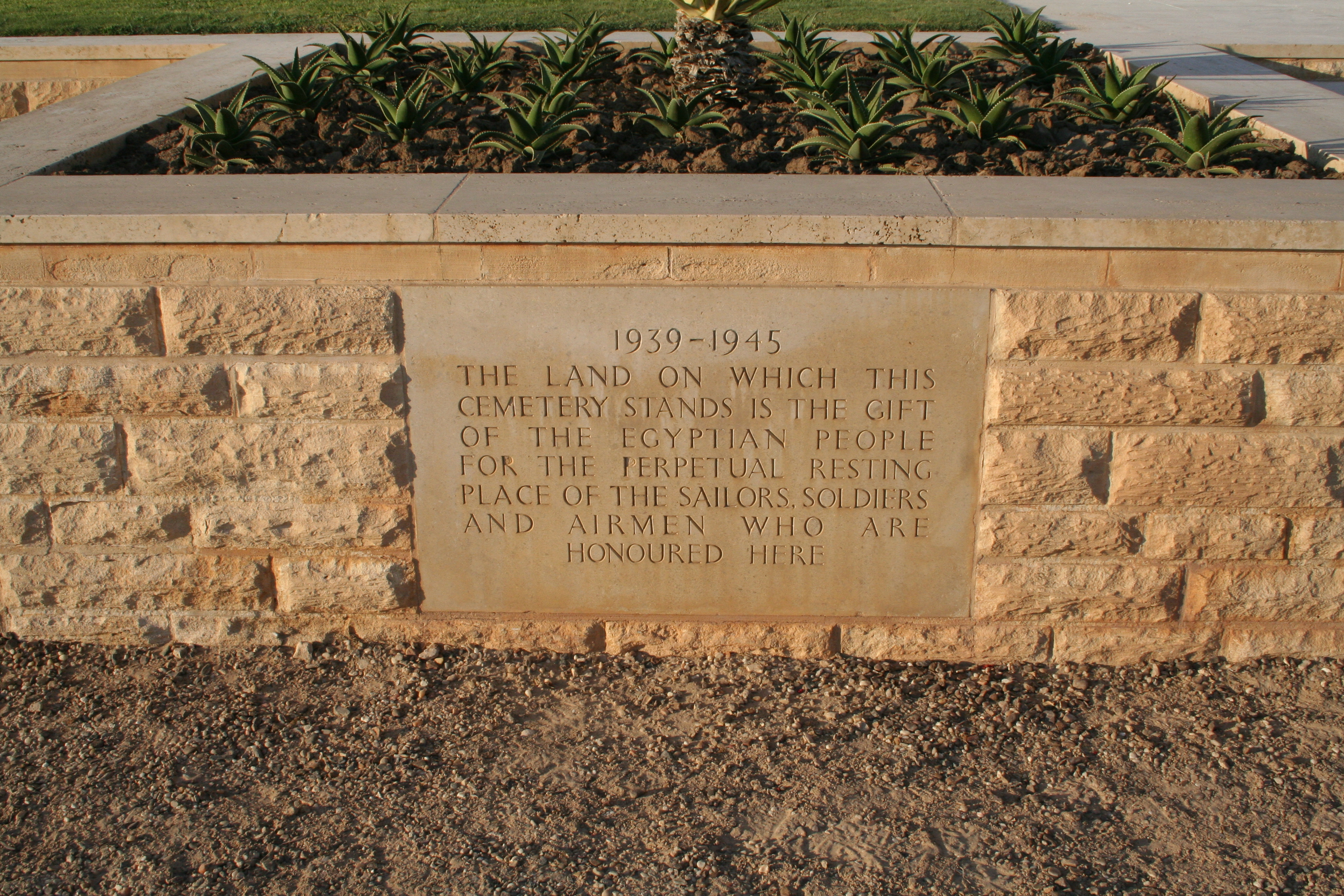
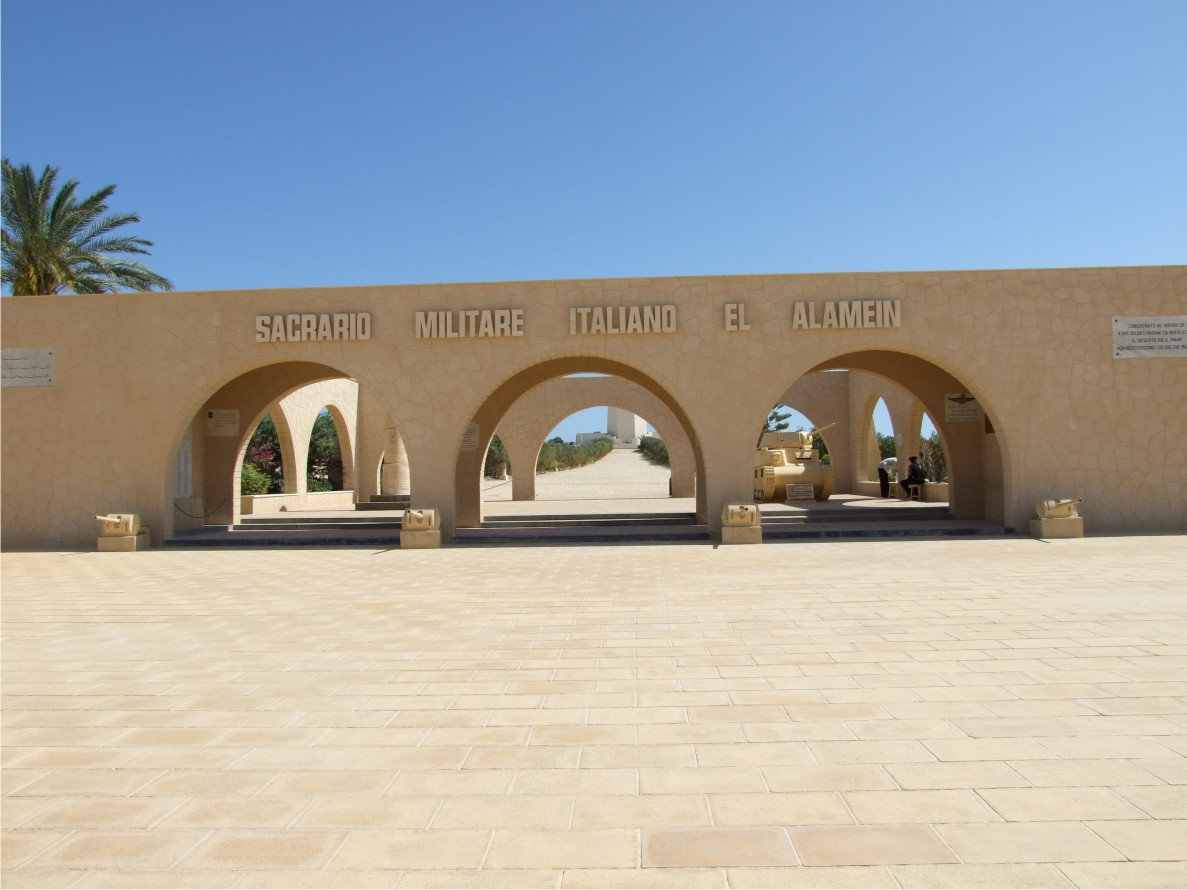
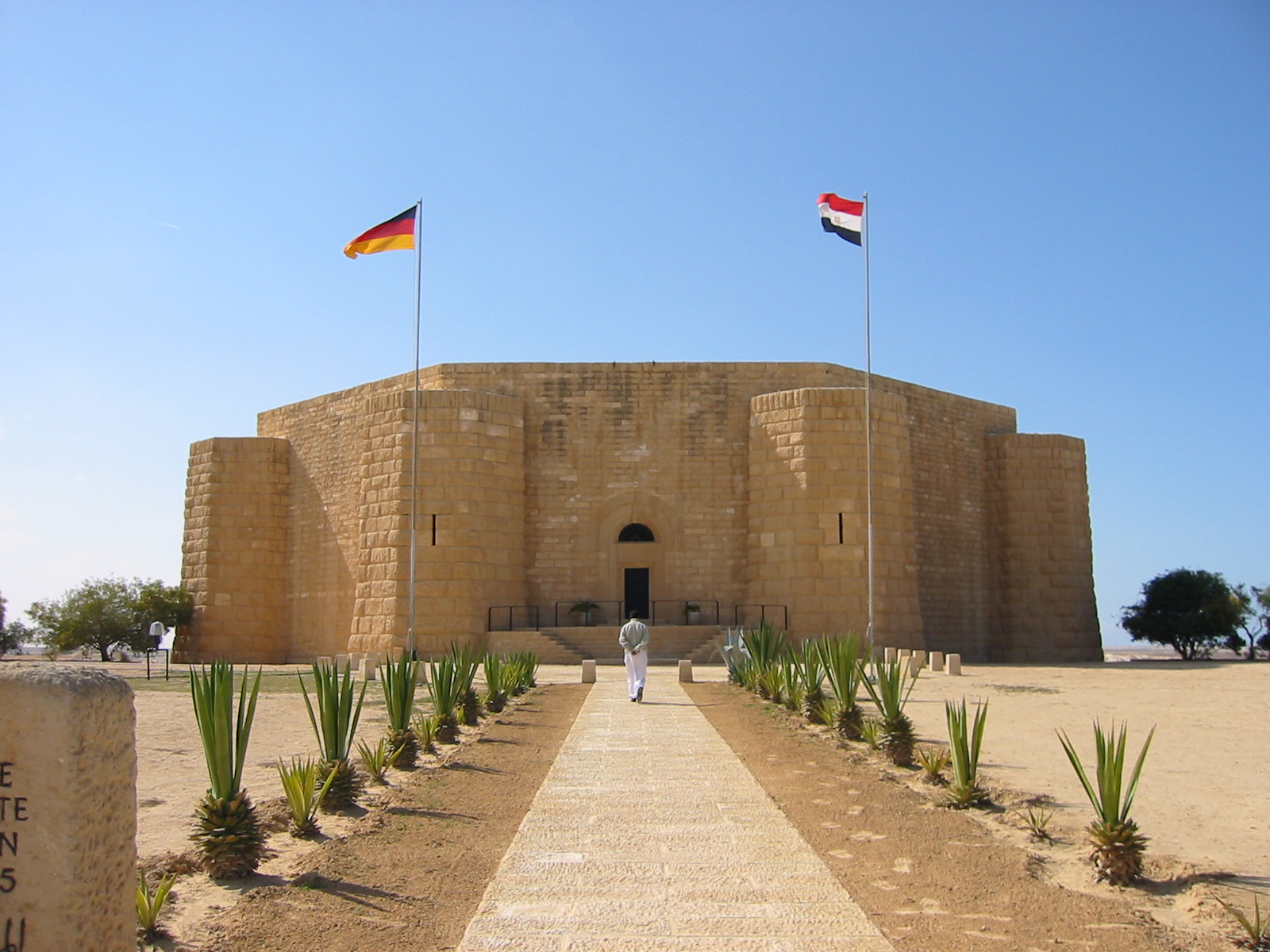
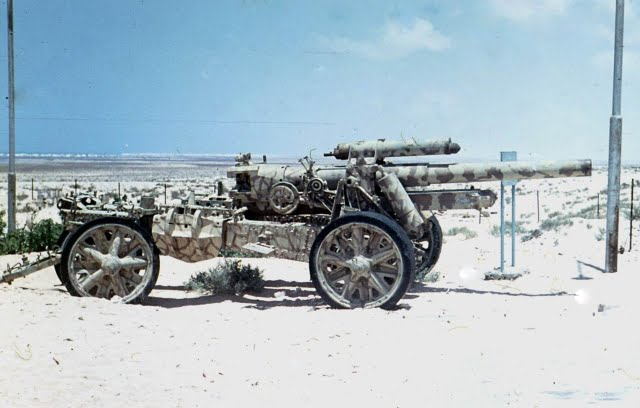
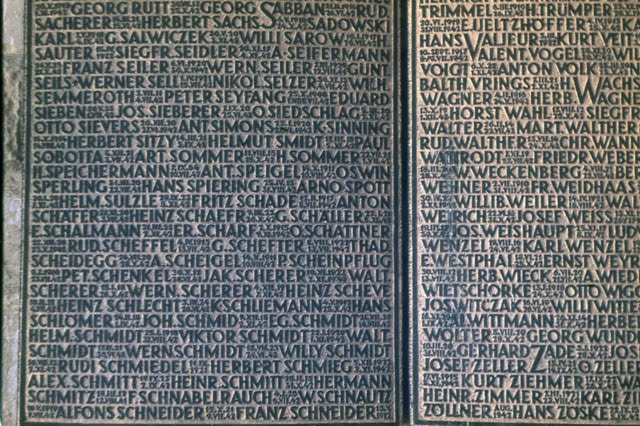
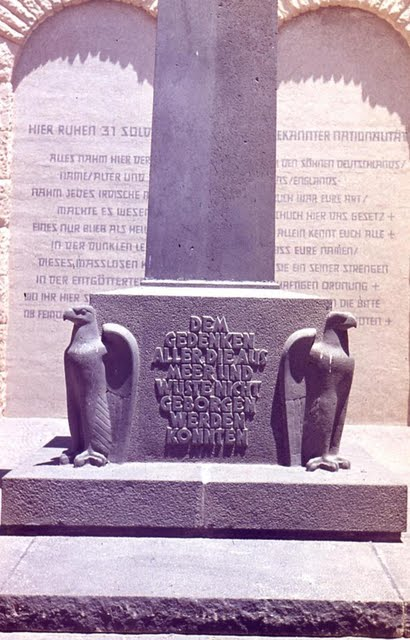
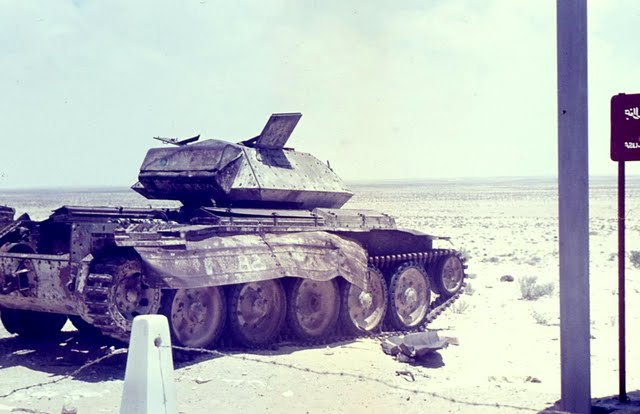